# Maraschia nigrescens
Maraschia nigrescens är en fjärilsart som beskrevs av Friedrich Kasy 1957. Maraschia nigrescens ingår i släktet Maraschia och familjen nattflyn. Inga underarter finns listade i Catalogue of Life.